# Borșa
Borșa es una comuna de Rumania, en el distrito de Cluj. Su población en el censo de 2002 era de 1.868 habitantes.
- Datos: Q16426153
- Multimedia: Borșa, Cluj / Q16426153

1. ↑  Worldpostalcodes.org,código postal n.º 407110.